# Universidad Politécnica Metropolitana de Hidalgo
La Universidad Politécnica Metropolitana de Hidalgo (UPMH), es una institución pública de educación superior, ubicada en el municipio de Tolcayuca, en el Estado de Hidalgo, México.

## Historia
La Universidad Politécnica Metropolitana de Hidalgo con base en el Decreto de Creación emitido por el Ejecutivo del Estado de Hidalgo, de fecha del 17 de noviembre de 2008 opera como Organismo Descentralizado de la Administración Pública del Estado de Hidalgo, con personalidad jurídica y patrimonio propio. Con una matrícula de 292 estudiantes y con una oferta educativa integrada por tres
Programas Educativos (Ingeniería en Logística y Transporte, Ingeniería en Aeronáutica y, Licenciatura en Comercio Internacional y Aduanas).
Para el año 2012 la UPMH ya contaba con 4 programas educativos más (Ingeniería en Energía,Ingeniería en Tecnologías de la Información, Licenciatura en Administración y Gestión de PYMES e Ingeniería en Animación y Efectos Visuales); a partir del año 2014 la UPMH implementó el modelo BIS (Bilingüe, Internacional y Sustentable). En el 2016 se autorizó ampliar la oferta educativa con un programa educativo la Licenciatura en Arquitectura Bioclimática.

## Oferta académica
La oferta educativa de la Universidad Politécnica Metropolitana de Hidalgo es:
- Ingeniería en Aeronáutica
- Ingeniería en Animación y Efectos visuales
- Ingeniería en Energía
- Ingeniería en Logística y Transporte
- Ingeniería en Tecnologías de la Información
- Licenciatura en Administración y Gestión de Pequeñas y Medianas Empresas
- Licenciatura en Comercio Internacional y Aduanas
- Licenciatura en Arquitectura Bioclimática

## Rectores
- Mtro. José Antonio Zamora Guido
- Dr. Luis Téllez Reyes
- Mtro. Gerardo Marcelino Lara Orozco
- Mtra. Norma Ivonne Luna Campos
- Lic. Placido Guillermo Mejía Ángeles